# Чехи (Свідницький повіт)
Чехи (пол. Czechy, нім. Tschechen) — село в Польщі, у гміні Явожина-Шльонська Свідницького повіту Нижньосілезького воєводства.
Населення — 435 осіб (2011).
У 1975-1998 роках село належало до Валбжиського воєводства.

## Демографія
Демографічна структура станом на 31 березня 2011 року:
|          | Загалом | Допрацездатний вік | Працездатний вік | Постпрацездатний вік |
| -------- | ------- | ------------------ | ---------------- | -------------------- |
| Чоловіки | 215     | 43                 | 156              | 16                   |
| Жінки    | 220     | 40                 | 135              | 45                   |
| Разом    | 435     | 83                 | 291              | 61                   |